# 史蒂芬·霍金
史蒂芬·威廉·霍金，CH，CBE，FRS，FRSA（英語：Stephen William Hawking，1942年1月8日—2018年3月14日），英國理論物理學家、宇宙學家及科普作家，生前任職劍橋大學理論宇宙學中心研究主任。他在科學上有許多貢獻，包括與羅傑·潘洛斯共同合作提出在廣義相對論框架內的彭罗斯-霍金奇点定理，以及他對關於黑洞會發放輻射的理論性預測（現稱為霍金輻射）。霍金是第一個提出由廣義相對論和量子力學聯合解釋的宇宙論理論之人。他是量子力學的多世界詮釋的積極支持者。
霍金是皇家文藝學會獎的得獎者，並成為宗座科學院的終身會員，並曾經獲得總統自由勳章，是美國所頒發最高榮譽的平民獎。2002年，霍金在BBC的「最偉大的100名英國人」民意調查中名列第25位。從1979年至2009年，霍金是劍橋大學的盧卡斯數學教授。霍金撰寫了多本闡述自己理論與一般宇宙論的科普著作，並廣受大眾歡迎。他的著作《時間簡史：從大爆炸到黑洞》曾經破紀錄地榮登英國《星期日泰晤士報》的暢銷書排行榜共計237周:1。
霍金患有一種罕見早發性緩慢進展的運動神經元疾病（也稱為肌萎縮性脊髓側索硬化症、ALS、盧·賈里格症或渐冻人症），病情會隨著年月逐漸惡化至嚴重。他晚年已是全身癱瘓，無法發聲，必須依賴語音產生裝置來與其他人溝通。最初裝置透過手持開關來使用，最終需要透過使用單邊臉頰肌肉。
2018年3月14日，霍金的家人發表聲明表示霍金去世，終年76歲。其骨灰的下葬儀式在2018年6月15日於倫敦西敏寺中殿的教堂中舉行。

## 生平

### 家庭背景
史蒂芬·霍金1942年1月8日出生於英國牛津，他的父親是法蘭克·霍金（1905年—1986年），母親伊莎貝爾·霍金（1915年—2013年），雖然他們兩人原本的家庭在經濟上都不富裕，但都能夠籌集足夠的學費支持二人就讀牛津大學，而伊莎貝爾是一名蘇格蘭人。法蘭克主修醫學，伊莎貝爾學習哲學、政治學和經濟學。第二次世界大戰爆發後，法蘭克原本想要從軍報國，但上級認為他如果從事研究工作可以對國家給出更有價值的貢獻，他於是在一所醫學研究院任職研究員，伊莎貝爾也在這所研究院找到一份秘書工作。他們在那裡相遇、戀愛，並結婚。他們婚後居於倫敦附近郊區海格特，當時正值納粹德軍轰炸英格蘭，倫敦遭受持续数月的轰炸。夫妻二人被迫作決定，伊莎貝爾應該搬遷到較為安全的牛津把孩子生下來。霍金出生當天剛好是現代科學之父伽利略·伽利莱逝世300年的忌日。
史蒂芬·霍金誕生後，伊莎貝爾又回到海格特。霍金有兩個妹妹菲莉帕與瑪莉，史蒂芬14歲時，他有一個收養的弟弟愛德華:1-2, 5:21-22。
1950年，霍金的父親法蘭克升任為國家醫學研究院寄生蟲學部門主任，在該學術領域享有盛名，後來他們全家搬到赫特福德郡的聖奧爾本斯。在那裏，霍金一家被認為是有點古裡古怪的高知識分子；他們很喜歡閱讀書籍，每個人都手不釋卷，甚至在進餐的時間，到訪的客人時常會觀察到他們默默地邊吃邊看書。他們生活很簡樸，屋子雖然很大，但是缺乏維護，交通工具是一輛經改裝的倫敦計程車:3:22-23。霍金的父親在非洲經常缺勤期間，其餘的家人到馬略卡四個月，探訪他母親的朋友Beryl及其詩人丈夫羅伯特·格雷夫斯。

### 學業生活

#### 中小學時期
霍金啟蒙於海格特的拜倫貴族學校，然而，霍金他歸咎於學校提倡使用的「進步教學法」以致他並沒有學會如何閱讀:22。8歲的霍金在舉家搬到聖奧爾本斯後，轉學到聖奧爾本斯女子中學。雖然這學校的校名很奇怪，是一所女子中學，但是它招收了很多低於中學入讀年齡的學生，當時校內的麥可堂會還可以招收男性學生。
在聖奧爾本斯女子中學讀了幾個月以後，霍金又轉學到赫福郡拉德雷特的拉德雷特公校就讀了一年，獲得很好的成績，讓他足以在1952年9月進入精英學校聖奧爾本斯公校，那是赫特福德郡聖奧爾本斯市的一所獨立學校。他在小學時比正常提前一年參加拉德雷特的考試。霍金一家很重視教育，霍金的父親希望他的兒子入讀備受好評的西敏公學，但13歲的霍金卻在獎學金考試當天染病，無法參加考試。由於那所學校的學費昂貴，在沒有獎學金的經濟援助下，霍金的家庭負擔不起學費，所以他只好繼續留在聖奧爾本斯公校就讀:3-4: 24-25:4, 7-8。對霍金而言，不能就讀西敏公學的正面結果是，霍金有一群從小就在一起成長的摯友，他們共同分享嗜好，他喜歡玩圖版遊戲、製造爆竹、模型飛機、模型船艇，以及互相切磋有關基督教和超感官知覺的長時間討論。
霍金15歲時學習到宇宙正在膨脹，他那時感覺非常驚訝，他認為這概念不正確。靜態宇宙似乎那麼合乎自然，永遠持續地存在；而膨脹宇宙會隨著時間流易而擴張，最後形同真空，這狀況實在令人難以想像:25-26。在數學老師迪克嵐·撻塔的指導下，他們利用時鐘零件、老舊電話部件及其他回收零件，一起製成了一部簡單的電腦。
雖然在校內被暱稱為「愛因斯坦」，但霍金初時在學術上的成績並不成功。隨著時間的推進，開始表現出對科學主題具相當的才能，而受到撻塔老師的啟發，霍金決定要在大學裡讀數學。由於霍金的父親擔憂數學系的畢業生就業機會很少，於是建議他主修醫學，並要求兒子到他的母校牛津大學大学学院就讀。但當時大学学院沒有主修數學的課程，霍金因此決定主修物理與化學。儘管當時校長的建議要等到明年才入讀，然而霍金在1959年3月的入學考試中的物理部分幾乎獲得滿分，面試也進行的很順利，並在考試後取得獎學金，他獲准在牛津大學主修物理:26-28:17-20, 42-43。

#### 大學時期
霍金於1959年10月以17歲之齡入讀了牛津大學的大學學院。在最初的18個月裡，他感到無聊與寂寞，原因是他發現大學的功課「簡單到令人發笑的程度」。他的物理學導師羅柏特·柏爾曼稱讚霍金是他所教導的學生中最具有聰明才智的一位，他後來說：「他只需要知道有甚麼論題有解答，他就能夠給出解答，而不需要去察看別人怎樣解答:28-29。」霍金的大學二年級與三年級的生活起了很大的變化，根據柏爾曼所述，霍金很努力成為「男生的一員」，他變得很活潑，很受歡迎，很風趣幽默的大學成員。他很喜歡聆聽古典音樂與閱讀科幻小說。促成他轉型的主要因素是他參加了牛津學院划艇會俱樂部，成為了一支划艇隊的舵手。教練注意到霍金具有冒險犯難的精神，他喜歡帶領隊友航行危險便捷的路線，因此時常導致快艇遭到損壞:11:30-31:46-47, 50-51:44。霍金很努力培養自己與同學之間的關係，若有人不知道他在物理方面的能力，他絕對不會告知該人:28。
在牛津大學主修物理需要念完三年課程，在這期間沒有任何考試，只有在最後有個畢業考試，必須通過畢業考試，才可獲得學士學位。霍金估算他大約平均每天讀書一小時，在牛津的三年間一共讀書1,000小時，這樣懶散的讀書習慣的確讓畢業考試成為他嚴竣的挑戰:30。霍金完全明白自己的狀況，他決定只回答理論物理學的考題，而忽略那些需要實際知識的考題。那時期，在理論物理學裡有兩個尖端的研究領域，一個是宇宙學，另一個是粒子物理學。霍金認為宇宙學比較具挑戰性，涉及到很多深邃奧妙的大問題，而當時在英國最具盛名的宇宙學者是劍橋大學教授弗雷德·霍伊爾，而牛津大學則沒有任何教授專注於研究宇宙學。霍金希望能跟霍伊爾學習，然而他在劍橋大學以研究生修讀宇宙學的條件是，他必須以一級榮譽的成績畢業。在畢業試的前一晚，過於緊張的霍金輾轉難眠，最終的結果是他的成績處於一級榮譽與二級榮譽之間的邊界上，因此他必須進行口試。霍金擔心自己被視為很懶惰與難教的學生，所以在口試期間當考官問及他的未來計畫時，他巧妙地回答：「若您給我一級榮譽的話，我會到劍橋深造。若我獲得的是二級榮譽，我將會留在牛津，所以我認為您會給我一級榮譽。」他如願得到比他預期更高的一級榮譽學士學位。柏爾曼對這事件給出評論：那些考官「有智慧得足以知道他們正在跟一個遠比那裡大多數人聰明得多的對象交談。」他在自然科學取得一級榮譽和榮譽文憑後，霍金跟朋友到伊朗旅行，然後他於1962年10月在劍橋大學三一學堂開始了他的研究生的學業:31-32:53-56:36-37。

#### 研究院時期
霍金在劍橋大學作為博士生的第一年遇到了很多困難。他發現被指派的指導老師為現代宇宙論的創始人之一的丹尼斯·夏默，雖然夏默對學生很熱誠，也樂意花時間與學生討論，把學生的需要放在優先位置，但是他在當時只是一名講師，在學術界名氣不高，而霍金很想成為著名的約克郡天文學家弗雷德·霍伊爾的學生，因此學院的指派讓他最初感到很失望。此外，他還發覺自己的數學知識水平難以應付廣義相對論與宇宙學的計算工作。在被診斷患上運動神經元疾病（肌萎縮性脊髓側索硬化症）後:35，雖然醫生建議他繼續學業，霍金的情緒依然很抑鬱，他覺得繼續攻讀博士已經沒有任何意義了。由於霍金的病情較醫生預期的惡化程度逐漸趨緩，儘管他走路時需要倚靠拐杖攙扶，說話也讓人難以聽懂，但是醫生認為只能存活兩年的初步診斷是毫無根據的，距離完全失去運動能力似乎離他尚遠。在夏默教授的鼓勵下，霍金重拾已放棄的學業。
在那時期，物理學界關於宇宙初始有兩種主流理論：大爆炸理論與穩恆態理論。60年代，穩恆態理論的預測被發現與天文觀測結果不符合，例如，通過數算分佈於宇宙的無線電波源，無線電天文學大師馬丁·賴爾於1962年發現，宇宙似乎不像穩恆態理論所預測的那麼均勻。霍伊爾與他的學生為此修改穩恆態理論來彌補差別:16。霍金發現他們的結果有瑕疵，因此發表論文修正他們的論述。霍金認為穩恆態理論的未來可能相當坎坷，他決定不將他的博士論文專注於研究穩恆態理論:23。在1964年6月，霍金在一次演講中公開挑戰弗雷德·霍伊爾與他的學生賈揚特·納里卡的研究，開始建立一個才華橫溢和自以為是的聲譽。1965年，貝爾實驗室的阿諾·彭齊亞斯和羅伯特·威爾遜測量到宇宙背景輻射，徹底摧毀了穩恆態理論:26。
羅傑·潘洛斯於1965年提出黑洞中心的時空奇點的理論，霍金因此得到啟發，把同樣的想法應用於整個宇宙當中，並且逆轉時間方向，他把這個論題作為他所撰寫的博士論文《宇宙膨脹的性質》的研討題目，論文在1966年被學院批准通過。同年，他獲得了岡維爾與凱斯學院研究生獎學金。1966年3月，霍金獲授予應用數學和理論物理學博士學位，專攻廣義相對論和宇宙學，而他的論文《奇點與時空幾何》，與潘洛斯的論文共同贏得該年的亞當斯獎。夏默驕傲地表示，霍金的學術成就堪稱可跟艾薩克·牛頓相提並論:xii, 24-25:47:71-72。

### 學術生涯

#### 1966年–1975年
應用先前潘洛斯研究奇點時所發展出來的數學技巧，霍金團隊獲得很多關於大爆炸的存在與物理行為的重要結果。霍金與喬治·艾利斯於1968年發現，宇宙背景輻射的存在證實宇宙的確曾經發生過大爆炸。霍金與羅柏特·哲洛奇、潘洛斯合作將奇性定理加以延伸；他們表明，宇宙必須有一個初始奇點，時間與空間就是從這初始奇點開始演化。霍金與潘洛斯合作撰寫關於最初時間的論文榮獲1968年引力研究基金競賽第二名。:101隔年，霍金得到岡維爾與凱斯學院特別設立的「科學卓越貢獻獎學金」，提供他在凱斯學院做六年研究的薪資。:31-331970年，霍金與潘洛斯共同發表論文證明，假若宇宙遵守廣義相對論，並且含有足夠多的物質（如同現今觀察到的數量），則它必定起始於大爆炸奇點。:64-65來年，霍金發表的論文《黑洞》贏得引力研究基金競賽第一名。:35霍金與艾利斯共同撰著的《时空的大尺度结构》於1973年出版，這是霍金的第一本著作，現已成為經典文品，主要是探討時空的基礎結構，從粒子物理學尺度10−13cm到宇宙學尺度1028cm，應用微分幾何來檢試廣義相對論的兩個後果，第一個後果是恆星塌縮後形成黑洞與其所含有的奇點，第二個後果則是在宇宙初始時奇點的存在。:39:68:xi
在對於奇點的研究告一段落之後，霍金開始轉移焦點，開始研究黑洞。1971年，他發表了三篇重要論文。第一篇論文指出，宇宙可能存在一種嶄新種類的物體，稱為原生黑洞，是在大爆炸的最早時刻經過高溫與高壓製成的微觀黑洞。:33第二篇論文部分證明了無毛定理，不論黑洞是怎樣形成的，它只具有三種性質：質量、角動量、電荷。:33第三篇論文闡明，黑洞的事件視界表面面積永不會減少，兩個黑洞合併後的表面面積不會小於原先兩個表面面積之和，這發現後來被命名為黑洞熱力學第二定律。:65-67
因為任何粒子都無法從黑洞表面逃逸出去，所以黑洞的質量只能增加，不能減少；又由於黑洞的事件視界表面面積是決定於它的質量，所以表面面積也只能增加，不能減少。根據熱力學第二定律，孤立系統自發地朝著熱力學最大熵狀態的方向演化。霍金認為，黑洞表面面積的增加很像熵的增加，不過這只是個類比。:35但是，約翰·惠勒的研究生雅各布·貝肯斯坦堅持主張，黑洞的表面面積可以用來量度熵；假若將一堆含有熵的物質丟入黑洞，則黑洞的熵必定增加，這會從黑洞的質量增加反映出來。霍金覺得貝肯斯坦的主張有誤，假若黑洞具有熵，則必定可以測量出它的溫度，它會輻射出能量，但是沒有任何粒子可以從黑洞內部逃逸出去！1972-1973年間，霍金又與傑姆斯·巴丁、布蘭登·卡特合作提出四條黑洞熱力學定律。這些定律的形式看起來很像熱力學定律。:38但是霍金強烈聲明，黑洞不能輻射出任何能量，因此黑洞不具有熵。:67-68:123-124
《时空的大尺度结构》成功出版後，霍金開始專注研究量子引力──量子力學與廣義相對論的結合。:39俄國物理學者雅可夫·澤爾多維奇與艾利西·斯塔賓斯基從不確定性原理推斷出旋轉中的黑洞會發射粒子，這些粒子是在事件視界外的鄰近區域由黑洞的旋轉能製成，因此會消耗黑洞的旋轉能，直到黑洞不再旋轉為止。:146霍金對於這研究覺得很好奇，因此，霍金與好友基普·索恩一起去俄國拜訪澤爾多維奇與斯塔賓斯基，希望更多地了解他們的想法，索恩與俄國物理學者在過去五年間共同進行學術研究，在那裏建立了豐富的人脈關係。會談之後，霍金覺得俄國學者的數學方法稍顯粗糙，他可以給出更好的結果，可是，經過仔細計算，他發現了一個令人驚訝的結果，不僅是旋轉中的黑洞，甚至連靜止的黑洞也會持續發射粒子，其能譜符合熱力學黑體輻射的物理性質。這結果與黑洞熱力學第二定律相互矛盾，並且支持貝肯斯坦關於熵的推論。:40:68-69
1974年，霍金在牛津大學拉塞福－阿普頓實驗室舉行的第二次量子引力會議發表論文《黑洞爆炸？》。在這篇論文裏，他詳述，在事件視界外的鄰近區域會出現很多虛粒子對，每一對虛粒子都是由一個正能量粒子和一個負能量粒子組成，總能量為零，通常，這些虛粒子對在出現後的短暫片刻會相互湮滅，為了滿足不確定性原理，但是，假若在湮滅前，負能量粒子穿越過事件視界，則它可以在黑洞內生存，而正能量粒子也可以逃逸至無窮遠，因此，能量會被輻射出去，黑洞質量會逐漸減小，這就是宏觀黑洞發射輻射的機制。對於宏觀黑洞，輻射率與質量呈反比，由於宇宙微波背景輻射的干擾，很難觀測到這種稱為霍金輻射的現象。例如，一個質量為太陽質量（1030kg）的黑洞，其霍金輻射溫度為10−7K，遠遠低於宇宙微波背景溫度（2.7K）。黑洞的壽命與質量的三次方成正比，假設黑洞質量為1012kg，則其壽命大約為宇宙年齡1010年，假設這黑洞是形成於宇宙初期的原生黑洞，則它應該會在近期「蒸發」（黑洞蒸發），溫度大約為1011K，輻射出大量伽瑪射線，但是比伽瑪射線暴的光度低很多，雖然這類稀有事件大概只能發生在太陽系內才可被觀察到，但這確實是一種可觀察到的事件，儘管至今為止尚未有科學家真正觀測到這類事件。:69–73:323-327
這篇論文立刻震驚了整個宇宙學界。澤爾多維奇起初持保留態度，但經過嚴格檢查後不能不承認霍金是對的。教授夏默稱讚，「這是物理學史上最美麗的論文之一！」最令人佩服的是，霍金的計算大部分是在他的腦袋內部完成，霍金謙虛地解釋，「大多數人錯誤地以為數學只是方程式而已，實際而言，方程式只是數學的乏味部分，我試圖以幾何來看問題。」1974年，加州理工學院聘請他為謝爾曼·費爾柴爾德傑出訪問教授，除了優渥的薪資、住房、車子、孩童教育以外，他還獲得了一輛電輪椅與所有醫療需要。同年，他當選為英國皇家學會院士，年齡才32歲，是最年輕的院士之一。雖然霍金發表的這篇論文極具爭議性，到了70年代末期，經過更進一步研究與論述，這理論物理學的突破終於被學術界廣泛接受。:42-44:73-74:133, 150-151

#### 1975年–1990年

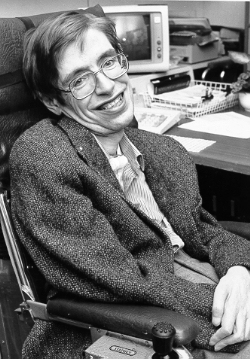
1980年代的霍金

霍金於1975年回返劍橋大學擔任大學教授。在那時期，人們對於黑洞與研究黑洞的物理學者有濃厚的興趣，時常可以在報紙雜誌或電視媒體看到霍金的訪談。學術界也多次表揚他在宇宙學的成就。1975年，因為在相對論領域取得極重要研究成果，他與潘洛斯獲頒愛丁頓獎章。同年，他榮獲庇護十一世金牌。隔年，被授予馬克士威獎、海涅曼獎與休斯獎章。1977年，升任為引力物理學講座教授。翌年，獲得愛因斯坦獎與牛津大學榮譽博士學位。:xiii-xv:90-92:132-133, 162
盧卡斯數學教授席位是劍橋大學授予物理學者的一個最高榮譽職位。1979年，霍金成為第十七位盧卡斯教授。:92他的就職演講的題目為《是否即將看到理論物理的盡頭？》。在演講中，霍金坦率預測，在本世紀結束之前，量子力學與廣義相對論將會被合併在一起，:60N=8超引力理論是萬有理論的首選。超引力理論衍生自超對稱理論，N=8超引力理論預測引力子有8種超對稱夥伴，即8種引力微子，該理論因此而得名，它是唯一能夠正確表述4維時空的理論。這是一個非常複雜的理論，除了上述引力子與引力微子以外，還有154種其它尚未發現的粒子。:93-94霍金在演講結束前又預測，就研究理論物理的能力而言，電腦將會超越人腦，就算這不是理論物理的盡頭，這也可能是理論物理學者的盡頭。:60在那段時期，由於懷爾德患重感冒，霍金一度被送到療養院，直到兩個人都恢復健康了才回家。自此，霍金勉強地接受一些家庭醫護服務。最初，他覺得這會侵犯到他的私生活，但後來，他發現這也會帶來很多方便。:92-93為了更快捷地發掘宇宙的奧秘，霍金決定改變他研究物理的方法，不再堅持踏實的數學證明，他變得更為憑靠直覺，更帶推測性。他告訴索恩，「在正確與嚴密這兩種選項之間，我寧願選擇正確。」嚴密不一定是獲得正確結果的最好方法，有時候，過度注重細節，可能會導致忽略大局。:96
1981年，一場物理會議在批評思想家維爾納·艾哈德位於舊金山的豪宅舉行。霍金在會議中提出黑洞悖論：由於黑洞發射霍金輻射的頻譜如同理想熱輻射，當黑洞因霍金輻射而最終消失之時，所有信息也會不可逆地遺失。在黑洞學裏，信息指的是粒子的種類、性質與組態等等。霍金嚴重警告，信息的遺失是物理學的一大危機，因為這意味著無法按照物理學的理論來預測未來。黑洞悖論違反了量子力學的基本原則，即「信息守恆定律」：宇宙不會遺失任何信息。黑洞悖論引起了延續多年的激烈辯論，霍金與李奧納特·蘇士侃、傑拉德·特·胡夫特之間因此開啟了名為“黑洞大戰”的論戰:96-101:9, 18
霍金將理察·費曼原創的總和歷史方法應用於研究宇宙的起源，這涉及到總和宇宙的每一種可能歷史，也就是說，總和在時空的每一條世界線可能發生的事件。這意味著必須考慮宇宙的邊界條件。1981年，在宗座科學院主辦的一場會議裏，霍金發表了論文《宇宙邊界條件》。他提議，宇宙可能沒有邊界（沒有起源或終結）。:102-103兩年後，他與詹姆斯·哈妥共同提出宇宙無邊界模型。在普朗克時期之前，由於量子力學的不確定性原理，宇宙沒有時空邊界；而在大爆炸之前，時間並不存在，宇宙起源的概念毫無意義。經典大爆炸模型的初始奇點被改變為像北極區域一般；北極是所有朝北線相交與結束之點，沒有比北極更北的地方。: 116-131:180-183:234
霍金對於時間箭頭做了頗多研究。他在1985年發表的一篇論文裡聲稱，假若無邊界提議是正確的，則宇宙最終會停止膨脹，開始塌縮，在這塌縮過程時，時間會朝著反方向流逝。這論點極具爭議性。他曾經指導過的學生唐恩·佩吉發表論文反駁此結果。經過一番功夫，佩吉與另外一位學生雷蒙·拉弗蘭姆，成功說服了霍金，促使霍金承認錯誤，並且撤回這概念。:xiv–xv:180-182:274
由於先前卓越的研究成果，霍金得到更多獎章。1981年，他被授予法蘭克林獎章。:274隔年，又獲頒英帝國司令勳章 （CBE）。:114獎章不能被直接用來支付日常開銷，為了籌措孩子教育與家庭生活所需的費用，霍金決定撰寫一本大眾讀者可以看得懂，解釋宇宙奧秘的科普書籍。他並沒有找學術出版社承擔發行的工作，而是與商業出版社簽約，因此得到一大筆預付款。這本書的書名為《時間史》，首稿於1984年完成。:134-135經過多次編綴，該書於1988年出版發行。這本書快速飃升至美國與英國的暢銷書排行榜第一名，並且占據那位置好多個月，很快地就賣出一百萬本。:143-144至2001年為止，這本書至少被翻譯成35種語言，銷售超過九百萬本。霍金已成為大眾明星，各種媒體都爭相報導有關他的消息。《新聞週刊》雜誌甚至在封面刊登了他的肖像，稱他為「宇宙大師」。:xiv-xv:146:205, 220-227
雖然霍金賺了很多錢財，但此時他已成為公眾人物，必須面對很多新挑戰。但他覺得樂在其中，他到處旅遊，推銷他的著作，常常參與派對與舞會至三更半夜。霍金似乎無法拒絕邀請，他也很少杜門謝客，因此減少了做研究的時間，甚至他的學生們都覺得他的「課外活動」太多。霍金的超高人氣引起有些酸葡萄人士忌妒，他們認為這全是因為霍金的身體障礙。儘管如此，他仍然不斷獲得各種榮譽，包括五個名譽學位與七個國際獎。1988年，他與潘洛斯共同獲得沃爾夫獎，表彰他們「對於廣義相對論的重要研究，這些研究顯示了宇宙奇點的必要性和與黑洞相關物理。」隔年，英國女皇伊莉莎白二世頒予名譽勳位，以肯定他對國家的重大貢獻。:143-149:230-231

#### 1990年–2000年
雖然需要經營很多公關活動，霍金仍舊能夠騰出一些時間來做研究。1993年，霍金與加里·吉本斯合作，將關於用歐幾里得方法來表述量子引力的一些課堂講義編輯成為著作《歐幾里得量子引力》。霍金還將自己的關於大爆炸與黑洞的論文編修成著作《霍金論大爆炸與黑洞》。在他發表的37篇論文裏，他獨自或與他人共同撰寫了16篇論文。:180隔年，霍金與潘洛斯將在劍橋的牛頓研究院講演的六堂課系列發行成著作《時空的性質》。在這本著作中，霍金強調，按照實證主義，物理理論只是一種數學模型，它是否對應於物理實在是一個毫無意義的問題；人們只能要求物理理論預測符合實驗觀察。這句話惹惱了很多批評者，在他們之中很多人主張，或許在問題的後面存在著千真萬確的物理實在，只不過人們無法觀察到這物理實在。霍金則堅持，研討像蟲洞是否存在這類問題是毫無意義的，因為對於描述物理實在，人們從未有獨立於模型的繪景，但這不意味著沒有獨立於模型的物理實在，假若我不認為有，則我將會無法繼續做物理研究。《時空的性質》記錄了實證主義者霍金與實在主義者潘洛斯之間的一場辯論，主要論題是量子力學與廣義相對論，這兩種非常成功但仍舊存在嚴重爭議的理論，怎樣合併為能夠解釋時空性質的量子引力理論。:95:188:vii-viii, 3-4, 134
霍金曾經與加州理工學院的教授索恩、約翰·裴斯基於1991年打賭，命題是，奇點通常應該會出現在黑洞內部，無法從事件視界之外觀察到，但出現在事件視界之外的「裸奇點」是否存在？霍金支持潘洛斯提出的宇宙審查假說，他認為裸奇點並不存在，而索恩與裴斯基對此則持相反意見。1997年，普林斯頓大學教授德米特里·克理斯特德勒的理論計算與瑪修·喬土奕克的電腦模擬建議，在非常特別狀況下，可能會出現裸奇點。霍金只好因這技術細節認輸。後來，克理斯特德勒修改了他的理論計算，他發現，霍金可能舉白旗舉得稍微早了一點。霍金至今仍然對此事耿耿於懷，他決定再與索恩、裴斯基打賭，命題更加詳細地改為，在一般狀況下，是否存在裸奇點。:97-98同年，黑洞賭王霍金又與索恩、裴斯基打賭，這次命題涉及到黑洞悖論。霍金與索恩主張，黑洞吞入的信息永遠與外界宇宙隔絕，永遠不會顯露出來，即使到了黑洞蒸發與完全消失之時亦然；裴斯基持反對立場，他堅信，正確的量子引力理論必將會給出機制解釋霍金輻射怎樣從黑洞釋出信息。:124-125
霍金對於將科學介紹給更廣泛大眾的工作不遺餘力。《時間簡史》的電影版本，經過埃洛·莫里斯的導演與史蒂芬·史匹柏的製作，正式於1992年在好萊塢的美國電影藝術與科學學會首映。原本，霍金認為這部電影應該如同他的著作一般，專注於描述科學理論，而不是人物事蹟，然而，他後來發現其中一大半內容是在描述人物事蹟，他很隨和地改變主意，覺得這是件好事，但他並未在攝影機之前公開自己的私生活。雖然這部電影得到很多好評，但並沒獲得廣泛發行。:93:168-170霍金將他從1976年到1992年撰寫的14篇文章收集成一本科普著作《黑洞與嬰兒宇宙》，於1993年發行。在這本書裡，霍金談到他的生平，他怎樣經歷與奮戰漸凍症，以及一些宇宙學理論，特別是黑洞怎樣孕育出嬰兒宇宙。1997年，英國廣播公司與美國公共電視合作製成了六集電視節目《史蒂芬·霍金的宇宙》，這次，在霍金的堅決要求之下，節目內容完全聚焦於說明科學理論。:97:189

#### 2000年–2018年

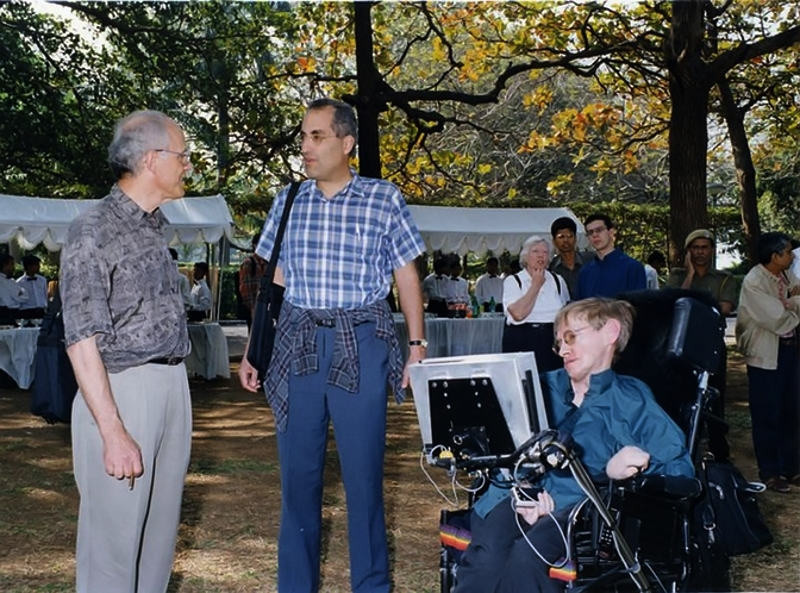
霍金與弦理論學者大衛·葛羅斯、愛德華·維騰在印度塔塔基礎研究院的2001年弦理論會議合照。

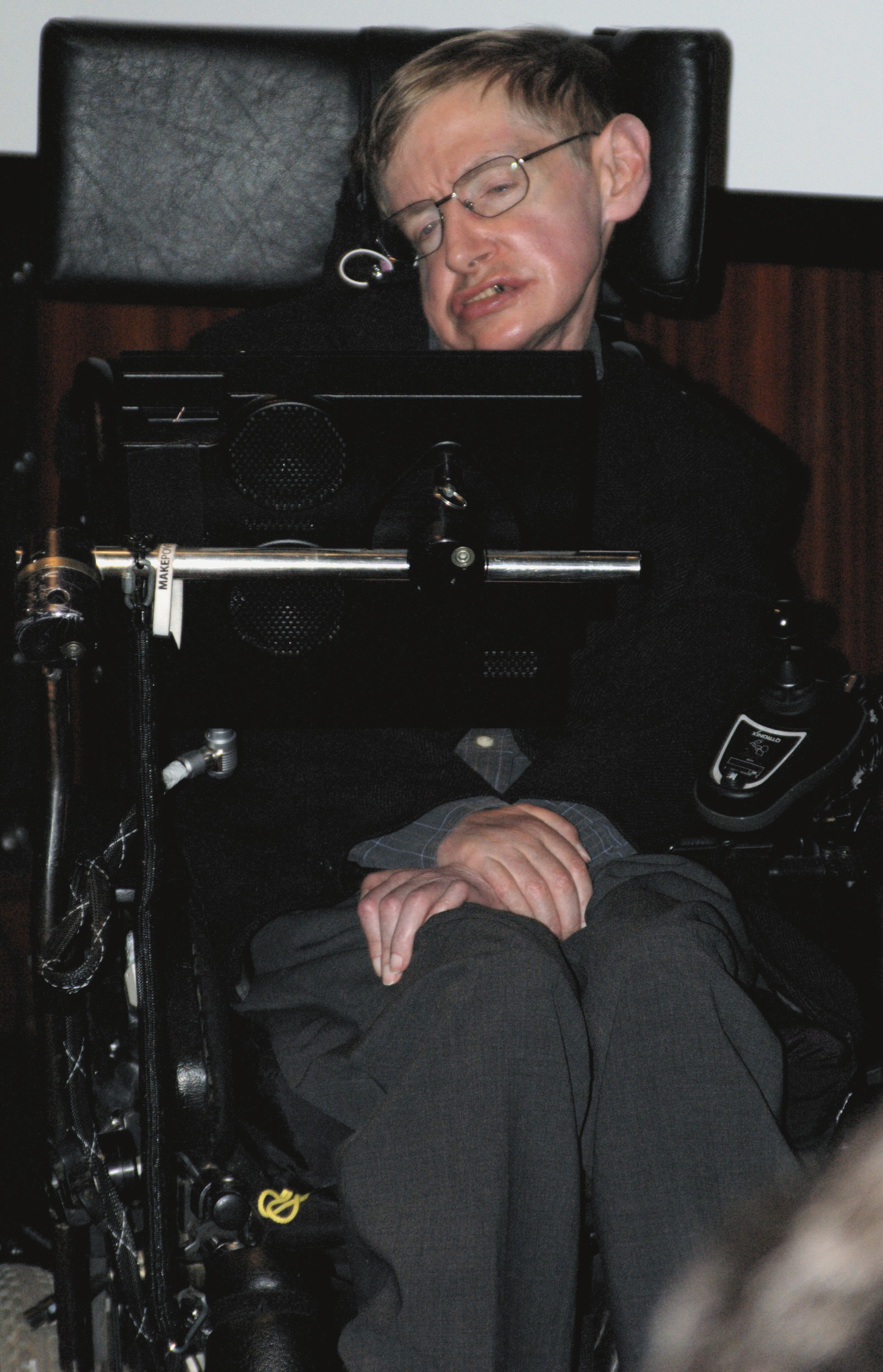
2006年，坐在輪椅上的霍金。

由於《時間簡史》廣受好評，霍金又於2001年撰寫完成了姊妹作《胡桃裡的宇宙》，概述霍金在完成《時間簡史》之後的一些研究結果，例如，關於膜世界的研究結果。《胡桃裡的宇宙》包括了霍金對於膜理論的一些意見，例如額外維度是否存在這問題並不具意義。人們只能檢試額外維度數學模型是否恰當地描述宇宙來評價額外維度。:117-1182005年，霍金與倫納德·姆沃迪瑙合作將《時間簡史》重寫與更新為更易懂易讀，並且附有精美圖片的著作《新時間簡史》，希望更多讀者能夠通過這本書接觸到這方面的知識。在於2006年出版的選集《上帝創造整數》裏，霍金收錄了數學史上最重要數學論文之中的31篇論文，並且簡略描述了每篇論文作者的生平。:222-223自2006年以來，霍金、湯瑪斯·赫陶格與詹姆斯·哈妥發展出的「自頂向下宇宙學」理論闡明，宇宙有很多種不同的初始態，而不是只有一種唯獨的初始態，因此不該只表述從某種宇宙初始態預測出宇宙未來態的理論。實際而言，宇宙初始態是不可得知的，只有宇宙現在態是可得知、可觀察的，因此只能從現在態逆著時間估算所有可能的初始態。自頂向下宇宙學假定，現在態選擇所有能夠導致現在態的過去歷史。這樣，這理論給出一條解釋精細調節問題的路徑。
隨著黑洞學研究快速進展，越來越多的學者認為霍金關於黑洞信息遺失的答案可能不正確。2004年，在愛爾蘭都柏林舉辦的第十七屆廣義相對論與引力國際會議 （GR17）的一場演講裏，霍金給出他自己的相當具有爭議性的解答，涉及到黑洞可能同時擁有多種拓撲（幾何）。演講完畢後，霍金邀請索恩與裴斯基一同來到台前，霍金正式認輸，並且贈與裴斯基一本棒球百科全書。索恩要先研讀霍金的論文，然後再決定是否認輸。裴斯基很高興得到贈禮，但是他承認並不了解霍金的演講。:216-220翌年，他對於這論題正式發表論文，應用總和歷史方法，思考宇宙的所有可能歷史，擁有黑洞的歷史會造成信息遺失，而不擁有黑洞的歷史不會造成信息遺失，由於這兩種狀況會相互抵銷，最終結局是信息不會遺失，因為根本就不會存在有任何俘獲信息的黑洞。:223-224
霍金與女兒露希、博士學生克里斯多福·蓋發德於2007年共同撰寫完成童書《喬治通往宇宙的秘密鑰匙》，這本書講述孩童喬治如何找到並藉著一種宇宙閘門遊遍整個太陽系。兩年後，霍金與女兒露希撰寫童書《喬治的宇宙尋寶》，這本書敘述喬治怎樣迷航宇宙尋找生命的蹤跡。過了兩年，他們又再度合作完成童書《喬治與大爆炸》，這本書論述宇宙在大爆炸時的狀況。:230–231

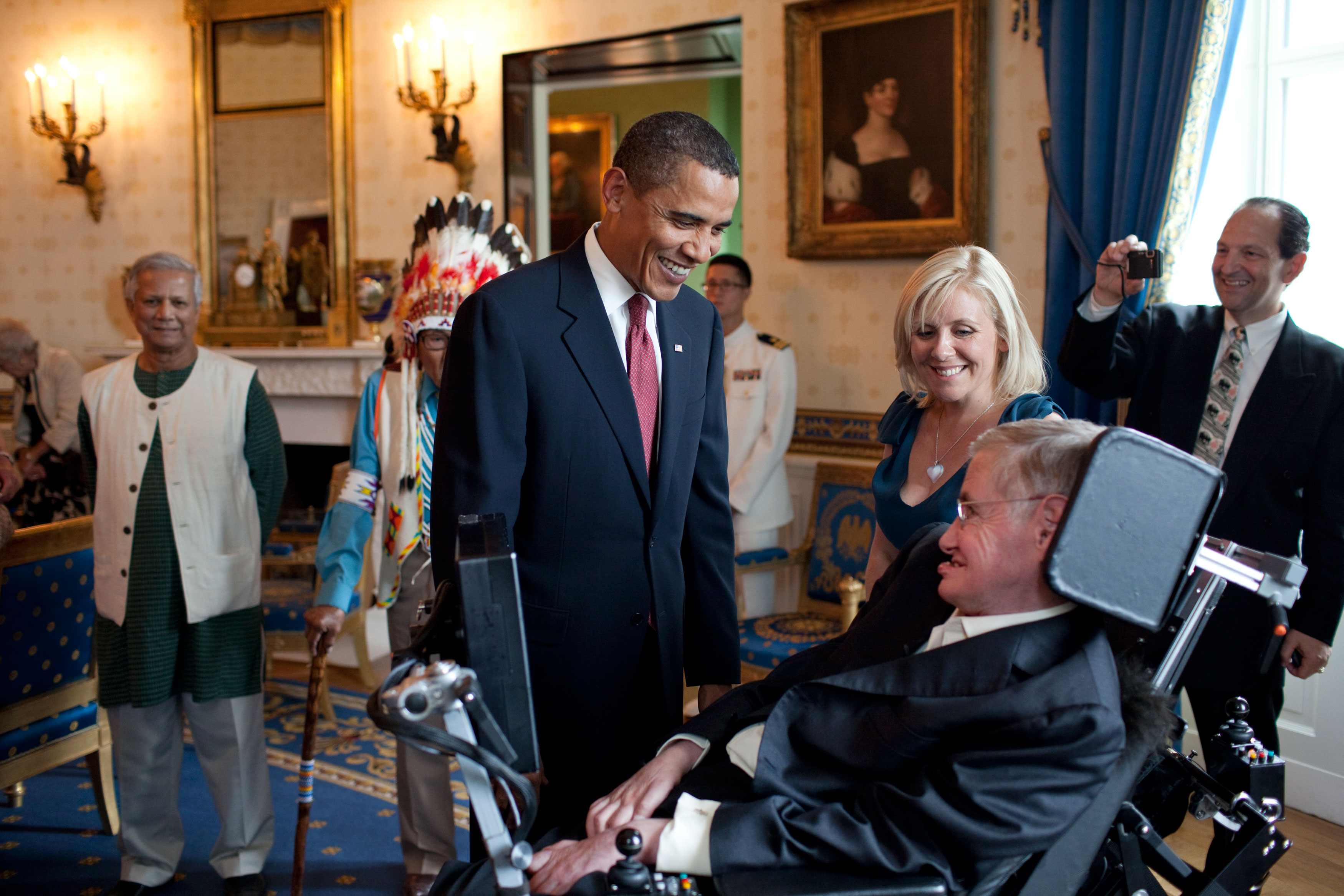
2009年8月12日，美國總統贝拉克·歐巴馬頒予霍金總統自由勳章。圖為美國總統歐巴馬與霍金、霍金女兒露希在白宮藍室暢談的留影紀念。

英國廣播電台的「偉大英國人」節目於2002年選舉霍金為最偉大的100名英國人中第25名。2006年，霍金憑藉他「對於理論物理學與理論宇宙學做出傑出貢獻。」榮獲英國皇家學會的科普利獎章兩年後，霍金親赴西班牙的聖地亞哥-德孔波斯特拉大學接受豐塞卡獎，這是為了表顯他盡心竭志傳播科學種子於廣泛大眾。隔年，美國總統巴拉克·歐巴馬頒予霍金美國最高的平民榮譽總統自由勳章，表彰他克服身體障礙、拓展科學疆界。又過四年，霍金獲頒基礎物理學特別突破獎，獎金3,000,000美元，為了獎勵他「發現黑洞的霍金輻射，和他對於量子引力學與早期宇宙量子學的深度貢獻。」:241
根據劍橋大學的校規，盧卡斯數學教授必須在67歲時退休，霍金因此於2009年卸任，但他仍可繼續在應用數學與理論物理系作研究，他的新頭銜是「劍橋理論宇宙學中心研究主任」。為了抗議基礎研究與科學教育的經費被裁減，他揚言很可能搬遷至加拿大。謠傳他退休後或許會到加拿大的普里美特理论物理研究所任職。劍橋大學為他設有寬敞的私人辦公室，有私人助理專門處理事務，還有很多博士學生實現他的奇異點子。霍金的私人助理表示，霍金熱愛他的工作，他非常快樂，學校非常需要他，他尚未草擬任何退休計畫。霍金依然雄心勃勃地設定了超高難度研究目標：徹底了解宇宙，為什麼它是如此，為甚麼它竟然存在？當被問到何時才可達成這目標之時，他重覆先前在盧卡斯數學教授就職演講的預測：這世紀結束之前。:238-239
霍金與俄國科技界億萬富翁尤里·米爾納於2015年7月20日共同發起突破倡議，其目標是在探尋外星生命，嘗試回答命題：「我們是否孤獨地生存在這浩瀚宇宙之中？」
霍金曾在纪录片《霍金的宇宙大探索》中對地球居民提出警告，若外星人來到地球，會如同當年歐洲人哥倫布造訪美洲大陸之後，美洲原生居民消失殆盡一樣，不具足夠對抗力量的地球人不會有好的下場。

## 個人生活

### 婚姻

#### 簡·懷爾德
霍金還在劍橋大學讀研究所時，他在1963年的新年派對上認識當時正準備進入倫敦大學讀書的簡·懷爾德；懷爾德是霍金妹妹的朋友，她被霍金的風趣幽默與獨立性格所吸引，二人開始交往。不久，霍金出現了漸凍症的症狀，於1963年後期被診斷患上運動神經元疾病。1964年10月，霍金與懷爾德訂婚，霍金後來感言，訂婚改變了他的人生，給予他生存的動力，而簡認為她要尋找她存在的目的，她猜想這目的應是照顧霍金，不論如何他們已墜入愛河，對於這事似乎沒有甚麼選擇，她只是決定要如此做。兩人並於1965年7月14日結婚。
在二人婚姻的首年，簡由於需要完成學位課程而居於倫敦，在週末才能與霍金共聚。霍金在大學找到一份研究員的工作，他們幾經轉折下在應用數學與理論物理系的大樓（DAMTP）附近租到一間屋，霍金每天只要走一段很短的路就能抵達辦公室。他還買了一輛三輪機動車，可以駕駛到劍橋附近鄉下的天文學學院辦事。簡於1966年畢業，為了證明個人知識才能和給自己設定人生目標，她決定繼續留在倫敦大學攻讀博士學位，專門研究評論中世紀西班牙古老書籍:43-47。隔年，霍金的長子羅伯特（Robert）誕生於1967年5月，女兒露西生於1970年，而幼子提摩西則生於1979年4月。
霍金很少談論他的疾病與身體障礙對他的挑戰，甚至在與簡求愛期間也是如此。由於他的身體障礙與行動不便，使家庭重擔和事無大小的責任都落在簡身上，讓霍金有更多的時間思考物理問題。1974年，霍金受聘到加州理工學院做研究，為了減輕負擔，簡提議一個大學生或博士後畢業生跟他們一起生活並協助照顧霍金的起居，讓簡可以有更多時間休息。霍金也同意接受，研究生柏納德·卡爾就這樣成為許多學生中的首個跟他們一家到加州帕薩迪納作研究的人，眾人在那裡度過了快樂和激勵的一年。
1975年，霍金回到了劍橋，有了一個新家和一份新工作，唐·佩奇來到霍金的家中工作，作為居家的畢業生助理，與霍金在加州理工學院建立起一段密切的友誼。得到佩奇的幫助及作為一個秘書，簡在照顧霍金的責任減少了，所以她可以回到她論文的工作，及在歌唱上的新興趣。
1977年12月，簡在聖馬克教會的合唱團裡，遇到管風琴演奏家喬納森·瓊斯。瓊斯逐漸成為霍金一家的密友。1980年代中期，簡跟瓊斯發展出羅曼蒂克的情愫，根據簡所述，她的丈夫也接受這現實，說：「只要我持續地愛著他，他便不會反對。」簡與瓊斯當時決定不讓這脆弱的家庭破碎，並且以柏拉圖式的愛情，努力維持彼此之間的純友誼的關係一段很長的時間。
到了1980年代，照顧霍金的護士與助手無可避免地干擾著他們的家庭生活，讓簡感到不知所措，也讓霍金的婚姻關係多年來一直很緊張。他的名人效應的影響對其同事和家人來說都是一場挑戰，而生活在童話世界般的形象讓這對夫婦感到氣餒。霍金對宗教的看法跟她虔誠的基督教信仰形成了鮮明的對比，導致雙方關係緊張。
1980年代後期，霍金跟照顧及陪伴他的護士伊萊恩·梅森（Elaine Mason）走得很近，二人經常外出，他們彼此開始喜歡對方，梅森強悍的個性及極力守護她跟霍金之間的關係，讓霍金的家人、同事及看護人員感到驚愕:145。霍金告訴簡指自己為了梅森而離開她，並於1990年2月離開家庭，最後，霍金與簡維持了幾乎25年的婚姻終於觸礁，分居並離婚了。

#### 伊萊恩·梅森
1995年春天，霍金正式與簡離婚。在9月跟伊萊恩結婚，他開心地宣布，「好棒，我跟我所愛的女人結婚」。簡則與瓊斯結婚了，她於1999年出版的回憶錄《移動星星的音樂》中，描述了她與霍金的婚姻，與婚姻破裂之緣由。被曝光的秘密在媒體上引起了一陣轟動，他就像往常處理其私生活的做法一樣，霍金並沒有作出任何公開回應，他只表示從不閱讀關於自己的傳記。
霍金再婚後，他的家人感到被排斥，並從他的生活中被邊緣化，他們很少有機會與他見面，並懷疑霍金可能遭到虐待。2000年代早期的五年裡，他的家人和同事越來越擔心霍金受到虐待。
2004年初，媒體報導霍金遭到第二任妻子虐打，此消息立刻轟動全世界。霍金為此在醫院病床上發表聲明，否認這項傳聞，並表示「我全心堅決駁斥說我遭到虐待的說法。媒體的報導純屬虛構，有人散播這樣不實的消息，令我感到失望。......我妻子與我相愛。今天我還能活著，完全是因為她。我要求媒體尊重我的私生活，讓我專注於從疾病中恢復健康。」然而外界傳出霍金身上出現多處神秘的傷痕、手腕骨折、臉部和嘴唇有很深的切口。同年3月，英國警方正式介入進行調查，詢問了解相關情況，並向先前照顧霍金的護士查問並且索取資料，但由於霍金拒絕作出投訴，警方最終只好結束案件。
2006年，霍金跟梅森悄悄辦理離婚，結束11年的夫妻關係。事後霍金表示，宇宙以外，女人是最難懂的謎。霍金與簡和好，並重新跟她的兒孫恢復了更密切的來往，共享天倫之樂。為了反映這段更快樂的時期，簡將其先前出版的回憶錄《移動星星的音樂》進行了大幅度編修工作，刪除了很多不堪回首的敘述，更換為對於未來盼望的語句，其修訂版本命名為《遨遊至天涯海角：我與史提芬的生活》，此書更被拍攝成為2014年的電影《霍金：愛的方程式》。

### 健康狀態
霍金患有一種罕見的早發性且進展緩慢的肌萎縮性脊髓側索硬化症，俗稱漸凍人症（ALS），此症讓他在之後幾十年身體逐漸地癱瘓。
霍金在牛津大學讀書的最後一年開始發病，當時他發現自己的動作越來越笨拙，包括時常不知緣由地摔跤，划船也有困難。有一次，他從樓梯上摔了下來並且頭部先著地，造成短暫的記憶力輕微喪失。在劍橋大學時，他的狀況更加惡化，說話變得稍微有些困難，且有些含糊不清。霍金的父母在他聖誕節回家時也注意到他的健康問題，因此帶他去看專科醫生。1963年，霍金21歲時，醫生診斷他患上肌萎縮性脊髓側索硬化症，當時醫生預期他只剩兩年壽命，然而隨著兩年光陰過去，他仍然活著，而且他病情惡化的情況很奇妙地漸漸緩慢下來。
在1960年代後期，霍金的身體狀況再度惡化，行動走路都必須倚靠柺杖，並且不再能定期授課。由於霍金逐漸失去書寫能力，他自己發展出一套替代的視覺性方法，他在腦裡形成極具直覺性的各種不同的助思圖案與助思方程式，他可以用這些助思元素來研究物理問題。物理學者維爾納·以色列後來表示，霍金的成就有如莫扎特只憑藉想象在腦海中創作一首極具特色的完整交響樂一樣。霍金非常獨立，不願意接受任何幫助，並不會向自己的惡疾讓步。他最喜歡被視為一位科學家，其次是科普作家，最重要的是總是被視為擁有與其他人相同的慾望、幹勁、夢想與抱負的正常人。他的妻子簡·懷爾德後來說：「有些人稱這為決斷，有些人稱這為固執，而我曾經在很多時候稱這為既果斷又固執。」60年代末，霍金經過他人不斷勸說才同意使用輪椅代步，但他最終因為狂放不羈的駕駛輪椅而變得臭名昭著，朋友們都知道他是個危險司機，他時常會肆無忌憚地衝過街路，似乎以為自己擁有優先權。霍金在同儕間很風趣且很受歡迎，但是由於他的疾病與他治學時的不客氣態度，有些同事會選擇跟他保持距離。
到了1970年代後期，霍金的言語功能惡化了許多，只剩下他的家人或密友能夠聽得懂他的說話。若要跟別人溝通，他需要熟悉他的人把他的說話翻譯成為可理解的言語。在霍金的辦公室大樓門口，由於沒有設置專門給輪椅通行的輪椅坡道，但劍橋大學不願負擔搭建身障坡道所需的款項因而發生爭拗，霍金與他的妻子於是發起活動，敦促劍橋大學改善並提供身心障礙者所需的無障礙資源，包括設置輪椅通道與學生宿舍的相關設施:450-451。一般來說，霍金對於自己作為身心障礙權利代言人這角色有著矛盾和模稜兩可的感覺，一方面他很想幫助身障族群，但另一方面他又試圖將自己與自己的疾病以及其所伴隨的挑戰做切割。然而，他在這方面缺乏參與的態度惹起了一些批評。
霍金在1985年拜訪歐洲核子研究組織時感染了嚴重的肺炎，必須使用維生系統。由於病況危急，醫生詢問簡是否應該終止維生系統的運行。簡的答案是「不」，替代方案是霍金必须接受氣管切開術。这项手術可以幫助他呼吸，但将使他從此再也無法發聲。:135-136:232-236在手術後，經過在加護病房一段時間的療養，霍金才被准許出院，但他仍需費用昂貴全天24小時看護。儘管英國國民保健署可以給付療養院費用，可是簡還是決定帶霍金回家。索恩在得知霍金的病況後，建議他們尋求友人默里·蓋爾曼的幫助。在那時，諾貝爾獎得主蓋爾曼是麥克阿瑟基金會的董事，麥克阿瑟基金會慷慨地答應負擔所有醫護費用。:136-137:235-236簡請到了三班護士輪流看護霍金，其中一位護士伊萊恩·梅森後來成為霍金的第二任妻子。:139
霍金不再能講話，必須用特別方法傳達信息，對方一手拿著一張字母卡，另一手一個字母一個字母地用食指指，當指到霍金想要的字母時，霍金會揚起眉毛，這樣，可以慢慢地把整個單字拼出來。:136後來，電腦專家華特·沃特斯送給他一個稱為「平等者」的程式，可以讓他在螢幕上選擇單字、单词或字母。平等者的字彙大約有2500–3000個單字，并內建了一個語音合成器。:137-138:236-237平等者本來是執行於桌上型電腦，護士伊萊恩的先生大衛·梅森是電腦工程師，大衛在霍金的輪椅上設置了一台小電腦，並且將平等者安裝在小電腦裡。:140這樣，霍金就不再需要找人做他的翻譯，霍金很高興地說，「與在我失去說話功能前相比，我現在可以更如意地傳達信息。」:140-141霍金仍舊可以稍微操控他的手來開啟開關，每分鐘大約能給出15個單字。每一次演講前，他會事先準備好講義，然後用語音合成器把內容發表出來。有些人覺得語音合成器給出的聲音具有美國或斯堪地那維亞口音。霍金原本希望換成英國口音，但後來習慣了，反而覺得那就是他的聲音。:137-138
霍金的健康之後緩慢惡化，2005年，他開始使用臉頰肌肉的運動來控制他的通訊設備，每分鐘大約可以輸出一個字。:224由於這疾病很可能引起閉鎖症候群，霍金生前正與神經學專家研發出一套新系統，讓電腦將他的腦波圖樣翻譯為詞句。2009年，他不再能獨立駕駛他的輪椅，他的呼吸越加困難，時常需要使用人工呼吸器，還有幾次嚴重到需要去醫院診療。:240

## 逝世
2018年3月14日，霍金的家人發聲明表示，霍金在當天早上於劍橋家中安詳病逝，終年76歲。諸如科學、娛樂、政治和其他領域的人物都向霍金致哀：劍橋大學岡維爾與凱斯學院下半旗與設弔唁冊給學生或遊客簽名，國際帕拉林匹克委員會主席安德魯·帕森斯在韓國江原道平昌郡舉行的冬季帕拉林匹克運動會閉幕式上向霍金致敬。
霍金的去世日為愛因斯坦的139週年诞辰，其诞辰則為伽利略的300週年忌日。他的私人葬禮在3月31日下午2時於劍橋大聖馬利亞堂舉行，出席的人包括前英國皇家學會會長馬丁·里斯、皇后乐队結他手布赖恩·梅和在《愛的萬物論》分別飾演霍金和其妻子簡的埃迪·雷德梅尼和費莉絲蒂·瓊斯。火葬後，其骨灰於6月15日埋葬在西敏寺的中殿內，毗鄰牛頓和達爾文的墳墓。追思會期間，欧洲航天局利用位于西班牙塞夫雷罗斯深空地面站的天线，将霍金的遗言搭配希腊音乐家范吉利斯所作的配乐发射至黑洞1A 0620-00。

## 個人見解

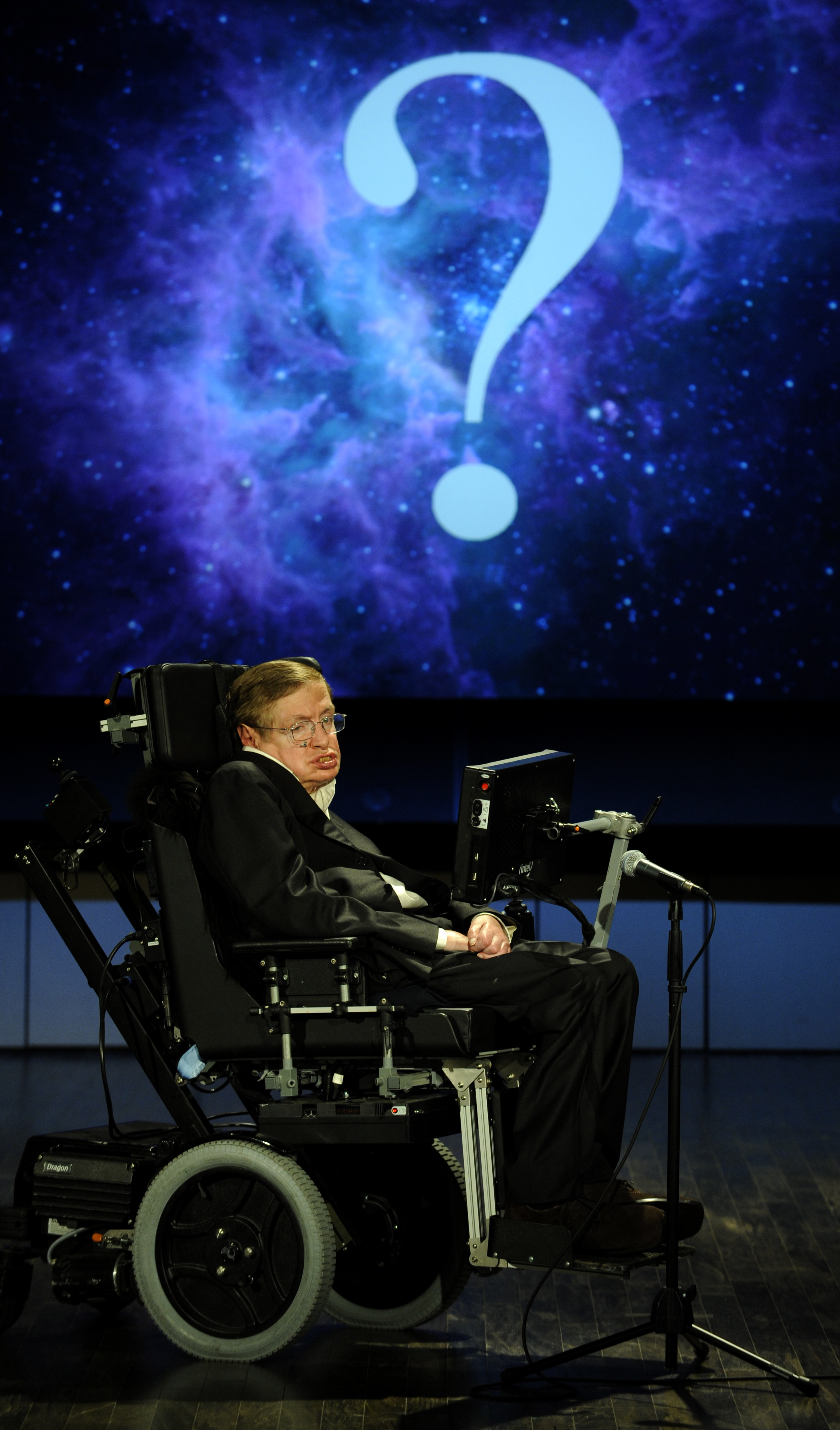
霍金在美国国家航空航天局成立50周年纪念活动演講。

霍金過去曾在多個公開場合，發表對生命、人類、核武、宗教等的看法。
霍金於2006年訪問香港，並在同年6月21日於香港科技大學演講《宇宙的起源》前的記者會中，在回答問題“科學研究如何帶動經濟發展”時說：「對基礎科學的研究是出於科學本身的需求，不是經濟的需要，但基礎科學的進步時常會帶來巨大的經濟利益」。在另一個同於香港舉行的記者會中，霍金回答一名叫斌仔（鄧紹斌）的癱瘓病人所提出關於安樂死合法化的問題，霍金說：「他有自由選擇結束生命，但那將是一個重大錯誤。無論命運有多壞，人總應有所作為，有生命就有希望。」。2014年，他在接受BBC采访时，表示支持安乐死。
在美国国家航空航天局成立50周年纪念活动上，霍金说：「现在的情况有点像1492年之前的欧洲，人们也许会认为让哥伦布去航海纯粹是浪费钱。但新大陆的发现却让旧世界得到了根本改变，......人类向外太空扩展将带来更巨大的影响，它會彻底改变人类的未来，甚至决定人类是否有未来」。霍金將宇宙說成「新大陸」，以迎來一個像哥倫布發現美洲大陸的「宇宙大發現」時代。至於外星生物方面，霍金在探索頻道2010年紀錄片《與霍金探索宇宙》裏表示，宇宙有1000億個星系，從看數字就可合理推斷外星生物存在。霍金鄭重警告，外星人極有可能不懷好意，人類不該再發送訊息到宇宙中，意圖與外星人接觸。從人類歷史，就可以看出，高智慧生物很可能帶來苦難災害。外星生物或許已消耗殆盡自己星球的資源，為了獲得新資源，他們乘坐大型太空船，像游牧民族一般到處遷徙，討伐與侵佔其他星球，外星生物即有可能使得地球淪為殖民地。
另外在核武方面，霍金則表示：「我們足夠聰明地設計出核武器，但我不確定我們是否足夠聰明地能夠不使用它們。」:265
在宗教方面，霍金宣稱自己是一個無神論者。他說「在我們了解科學之前，相信上帝創造宇宙是很理所當然的。但是現在科學已經提供了更讓人信服的解釋。我所說的『我們將了解上帝的心意』的是指，如果上帝存在的話，我們會了解任何上帝知道的事情，但他並不存在。我是一位無神論者。」

## 身障公益活動

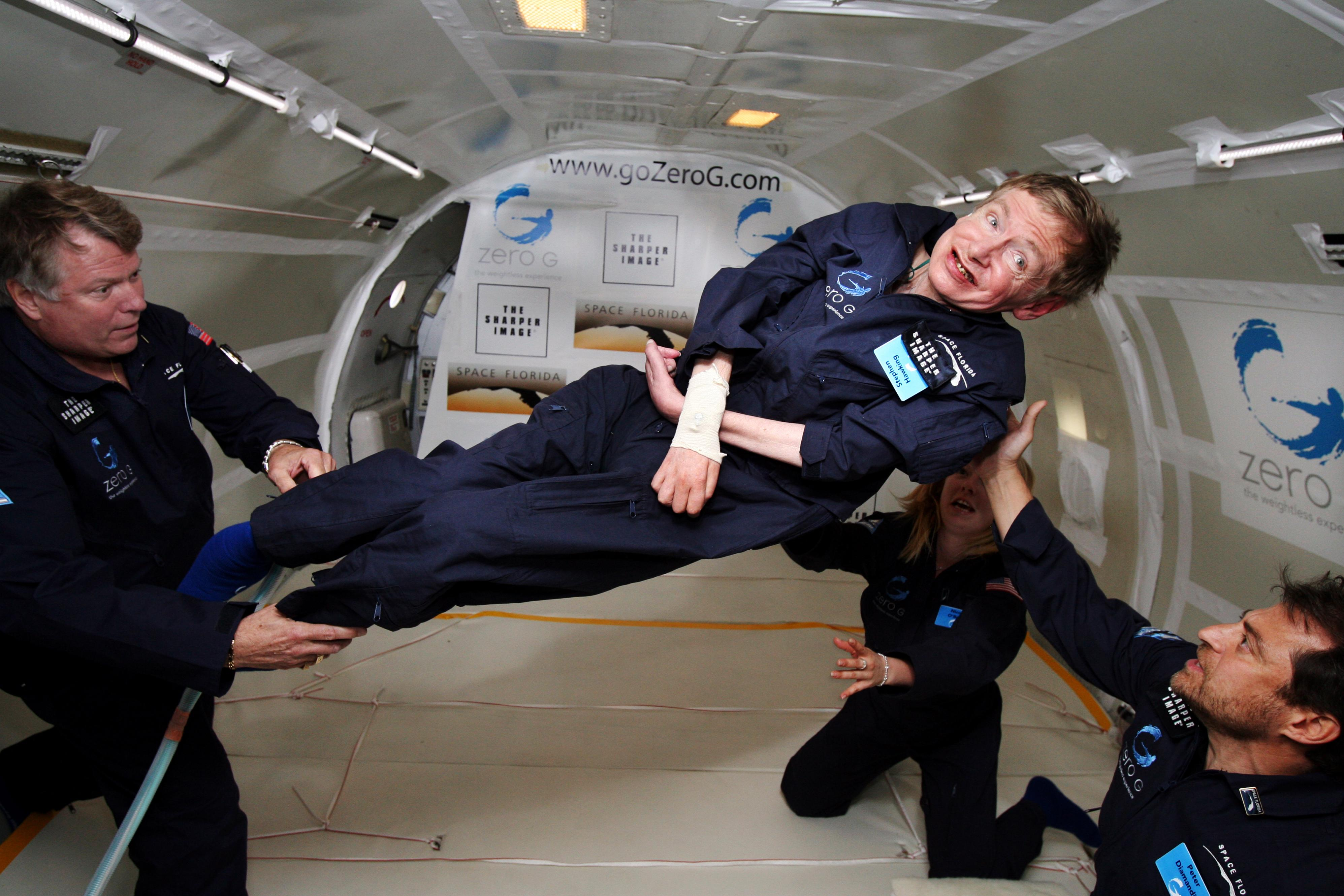
霍金親身經歷零重力感覺。

由於霍金在物理學的成就聞名遐邇，他成為了身障社群的好榜樣，時常參與慈善活動，發表演講與積極募款。之前，他不斷地試圖證實身障並未使得他不如平常人，現在，很多人認為他是超人或超級明星，他的名望使得他能夠幫助其他身障人士。:164, 178-1791999年，霍金與其它十一位傑出人士共同簽署了「第三個千禧年身障憲章」，呼籲政府設定預防身障措施、保障身障人士權利。為了要激起人們對於太空飛行的興趣與展現出身障人士的潛能，霍金於2007年參與零重力公司提供的零重力飛行，親身體驗零重力感覺。他事後表示，“好奇妙噢！零重力階段真炫，高重力階段沒事，我可以永續這樣。太空，我來了！”
2012年夏季残奥会開幕典禮的主題為「啟蒙運動」，霍金親臨現場在典禮表演中講述宇宙起源與未來，引領群眾觀賞一場「科學發現之旅」，他還鼓勵大家時常仰望星空，試著從所見到的景像找出宇宙的意義，思索宇宙之所以存在的機制，保持一顆好奇的心。
霍金的自傳記錄片《霍金》於2013年攝製完成，在這記錄片裡，霍金用自己的電腦合成聲音講述自己的童年、自己如何與疾病奮戰、怎樣成為傑出物理學大師的故事。同年，霍金在一場關於協助自殺的訪問裏表示，得到絕症並遭受病痛折磨的人，應有權利選擇結束他自己的生命，幫助他的人不應該被起訴，我們不讓動物遭受痛苦，更何況人。隔年，霍金接受冰桶挑戰，這是為了要引起人們對漸凍症患者的注意，並且募集研究基金。由於他先前曾經患有肺炎，醫生認為不應過度考驗他身體的適應力，因此他的三個孩子替他接受挑戰。

## 流行文化
史蒂芬·霍金曾出演過不少影視作品，他總共在14部影視作品中扮演他自己；而改編自他人生故事的有關影视作品亦不計其數。
在《时间简史》家庭影視版的发布派对上，《星艦迷航記》中史巴克的扮演者李奧納德·尼摩伊，知悉霍金是《星艦迷航記》的超級影迷，渴想參與演出后，尼摩伊便與製作人商量後，在《銀河飛龍》影集中的《墮落》一集中，特別安排給霍金三分鐘時間表演，霍金飾演自己本人，在全息成像平台裡與愛因斯坦、牛頓、生化人「数据」比賽撲克牌。:178-179同年，著名搖滾樂團平克·佛洛伊德在作曲《繼續講吧》裏特別置入霍金的「饒舌」。:93-941999年，霍金在動畫影集《辛普森家庭》中的一集為自己的卡通角色配音。:192有許多紀錄片以霍金的生平為主題，包括《真實的霍金》（2001）、:196《霍金簡介》（2002）、《霍金的故事》(2004)、:221《霍金：宇宙大師》（2008）、《霍金：我的簡史》（2013）。
霍金也曾經在動畫影集《飛出個未來》與情景喜劇影集《生活大爆炸》客串演出。另外，在2014年上映的電影《愛的萬物論》中，飾演霍金的英國男演員艾迪·瑞德曼因優秀演技而贏得美國演員工會獎最佳男主角以及第87屆奧斯卡金像獎最佳男主角等獎項，而霍金亦為該片提供了計算機化的聲音。霍金本人也十分讚譽瑞德曼在該電影中的演出「他的表演很真實，有時候我覺得他就是我」，並表示自己在觀賞電影時還曾一度感動落淚。
霍金表示自己最想扮演的是電影中的反派角色，在接受《Wired》雜誌訪問時他提及：「自己外貌獨特，配合輪椅造型、物理頭腦和電腦發聲，非常適合出演壞人的角色」。霍金曾在搞笑科幻電影《超低能英雄》（2008年）中被惡搞，在該片中由羅伯特·喬飾演。

## 外部連結
- 史蒂芬·霍金官方網站（页面存档备份，存于）／Facebook專頁（页面存档备份，存于）／新浪微博（页面存档备份，存于）
- 史蒂芬·霍金在互联网电影资料库（IMDb）上的資料（英文）